# 1954 en bande dessinée
| Années de la bande dessinée : 1951 - 1952 - 1953 - 1954 - 1955 - 1956 - 1957    |
| Décennies de la bande dessinée : 1920 - 1930 - 1940 - 1950 - 1960 - 1970 - 1980 |

Cet article présente les faits marquants de l'année 1954 en bande dessinée.

## Évènements
- Création du fumetti Blek le roc
- Création de Matabaro, une des premières bandes dessinées africaines en langue locale
- printemps : Aux États-Unis, parution de Seduction of the Innocent, pamphlet du docteur Fredric Wertham, accusant les comics de nourrir homosexualité et délinquance chez les jeunes
- septembre : Relancement de l'illustré Coq hardi par Marijac, dans une formule bimensuelle intitulée « Coq Hardi je serai »

## Nouveaux albums
Voir aussi : Albums de bande dessinée sortis en 1954

### Franco-Belge
| Sortie | Titre                                                                             | Scénariste      | Dessinateur     | Coloriste | Éditeur |
| ------ | --------------------------------------------------------------------------------- | --------------- | --------------- | --------- | ------- |
| ?      | Johan et Pirlouit T.1 Le Châtiment de Basenhau                                    | Peyo            | Peyo            |           |         |
| ?      | Johan et Pirlouit T.2 Le Maître de Roucybeuf                                      | Peyo            | Peyo            |           |         |
| ?      | Blake et Mortimer T.3 : Le Mystère de la grande pyramide - Le papyrus de Manéthon | Edgar P. Jacobs | Edgar P. Jacobs |           |         |

### Comics
| Sortie | Titre       | Scénariste | Dessinateur | Coloriste | Éditeur |
| ------ | ----------- | ---------- | ----------- | --------- | ------- |
| ?      | à compléter |            |             |           |         |
| ?      | …           |            |             |           |         |

### Mangas
| Sortie | Titre       | Scénariste | Dessinateur | Coloriste | Éditeur |
| ------ | ----------- | ---------- | ----------- | --------- | ------- |
| ?      | à compléter |            |             |           |         |
| ?      | …           |            |             |           |         |

## Naissances
- 2 janvier : Michel Janvier, dessinateur, coloriste et lettreur français
- 10 janvier : Chris Lamquet, scénariste et dessinateur belge
- 24 janvier : Lorenzo Mattotti, scénariste et dessinateur italien
- 27 janvier : Peter Laird cocréateur du comics Les Tortues ninja
- 14 avril :
  - Jean-Pierre Gibrat, scénariste et dessinateur français
  - Katsuhiro Ōtomo, scénariste et dessinateur japonais
- 21 avril : Fabien Lacaf, dessinateur français
- 7 mai : Philippe Geluck, scénariste et dessinateur belge
- 15 mai : Daniel Goossens, scénariste et dessinateur français
- 25 mai : Yann, scénariste français
- 9 juin : George Perez, scénariste et dessinateur américain
- 28 juin : Benoît Sokal, scénariste et dessinateur belge
- 17 juillet : Joseph Michael Straczynski, scénariste américain
- 6 août : Serge Bosmans, scénariste et dessinateur belge
- 13 août : Philippe Foerster, scénariste et dessinateur belge
- 17 septembre : Dominique Rousseau, dessinateur français
- 4 octobre : Yves Ker Ambrun, scénariste et dessinateur français
- octobre : Ciro Tota, dessinateur italien
- 25 novembre : Thierry Smolderen, scénariste et essayiste belge
- 26 novembre : Roz Chast, scénariste et dessinatrice américaine
- 20 décembre : Dave Simons, dessinateur américain
- Naissances de José Jover, Gary Groth (éditeur et critique de comics) et du manhwaga Lee Hyun-Se.

## Décès
- 3 janvier ! Albertine Randall, autrice de comics
- 7 septembre : Bud Fisher, scénariste de comics
- 22 octobre : George McManus, scénariste de comics
- 17 novembre : Don Cameron, scénariste de comics